# Новоцурухайтуй
Новоцурухайту́й (рос. Новоцурухайтуй) — село у складі Приаргунського округу Забайкальського краю, Росія.

## Населення
Населення — 1792 особи (2010; 1920 у 2002).
Національний склад (станом на 2002 рік):
- росіяни — 97 %